# Vladimir Arko
Vladimir Arko (Zagreb, 16. rujna 1888. – Zagreb, 6. lipnja 1945.) bio je zagrebački poduzetnik.

## Životopis
Iz početka radio s ocem u veletrgovini vinom, a kasnije preuzeo to poduzeće i znatno ga proširio, sagradivši u Zagrebu po (tada) najmodernijem uzoru tvornice za špirit, kvasac, likere, kemičke proizvode, metalno i emajlirano posuđe itd. Usto se posvetio i javnom privrednom radu sudjelujući kod osnivanja različitih novčanih, trgovačkih i industrijskih poduzeća. Bio je među osnivačima Zagrebačke burze. Od 1923. do 1929. bio je predsjednik Trgovačko-obrtničke komore u Zagrebu, 1931. izabran za predsjednika Zemaljskog saveza industrijalaca u Zagrebu, a 1933. za predsjednika centrale industrijskih korporacija u Beogradu. Kad je 1939. osnovana samostalna Industrijska komora u Zagrebu, izabrala je Vladimira Arka za svog prvog predsjednika.
Za vrijeme postojanja NDH, nacističku je vojsku opskrbljivao svojim proizvodima. Kada su ga partizanske vlasti uhitile, u svojoj je tvornici počionio samoubojstvo ispijanjem otrova.

## Vanjske poveznice
- Vladimir Arko Hrvatska tehnička enciklopedija, portal hrvatske tehničke baštine. LZMK